# Hrabstwo Rowan (Karolina Północna)
Hrabstwo Rowan (ang. Rowan County) – hrabstwo w stanie Karolina Północna w Stanach Zjednoczonych.

## Geografia
Według spisu z 2000 roku obszar całkowity hrabstwa obejmuje powierzchnię 524 mil2 (1357,15 km²), z czego 511 mil2 (1323,48 km²) stanowią lądy, a 13 mil2 (33,67 km²) stanowią wody. Według szacunków United States Census Bureau w roku 2012 miało 138 180 mieszkańców. Jego siedzibą administracyjną jest Salisbury.

### Miasta
- Enochville (CDP)
- China Grove
- Cleveland
- East Spencer
- Faith
- Granite Quarry
- Landis
- Rockwell
- Spencer
- Salisbury